# José Lourenço de Magalhães
José Lourenço de Magalhães (Estância, Sergipe, 11 de setembro de 1831 – São Paulo, 23 de novembro de 1905) foi um médico brasileiro.
Foi eleito membro da Academia Nacional de Medicina em 1885.